# PC Music
PC Music (również Personal Computer Music) – brytyjska niezależna wytwórnia płytowa, założona w 2013 roku przez A.G. Cooka, grupująca artystów i producentów muzycznych. Wylansowała gatunek określany jako hyperpop. Prowadziła aktywną działalność wydawniczą do 2023 roku, po czym skupiła się na wydawnictwach archiwalnych.

## Historia

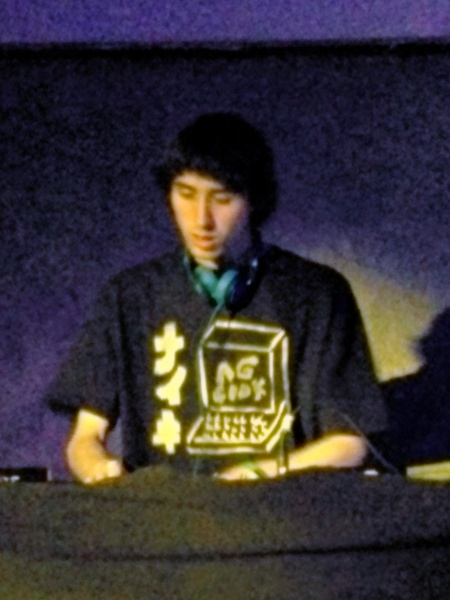
A.G. Cook, założyciel PC Music

Wytwórnię płytową PC Music założył w 2013 roku w Londynie muzyk i producent muzyczny A.G. Cook gromadząc pod jej skrzydłami producentów, autorów tekstów piosenek, piosenkarzy i artystów wizualnych. Wśród pierwszych artystów, którzy dołączyli do niej, byli: GFOTY, easyFun, Princess Bambi i Hannah Diamond. Pierwszym wydawnictwem wytwórni była debiutancka EP-ka easyFuna, easyFun EP, wydana 25 czerwca 2013 roku pod nr kat. pc-r1. Wytwórnia szybko stała się ośrodkiem dla zręcznej hiperpopowej produkcji, eksperymentalnych spojrzeń na przyszłość muzyki elektronicznej i prezentacji, które rzuciły wyzwanie konsumpcjonizmowi. Członkowie PC Music wykreowali jej wizerunek inspirowany własną hiperrealistyczną muzyką pop i internetowymi efemerydami. Do przełomowych hitów wytwórni należały minimalistyczne melodie Hannah Diamond oraz mówione i śpiewane teksty o samotności i miłości, które osiągnęły do jesieni 2014 roku ponad 100 tysięcy odtworzeń na SoundCloudzie. Utwory przez pierwsze lata udostępniane były w tym serwisie bezpłatnie.

Okładka EP-ki Western Beats Kanego Westa

Muzyczna oferta wytwórni znalazła również odzwierciedlenie w jej estetyce. Grafika komputerowa z lat 90. przeplatała się z dużymi, odważnymi, jasnymi kolorami. Grafika, która sprawiała wrażenie zarówno taniej, jak i eleganckiej. Na wpół niedbała, ale też głęboko przemyślana. Jedną z wyróżniających się była okładka EP-ki Deep Trouble z 2015 roku, naśladującej logo linii lotniczych EasyJet na samolocie, który rozbił się na wodzie, z postaciami podobnymi do Simów strzelającymi w dół nadmuchiwanej zjeżdżalni, aby się zabawić. Postacie ubrane były w bikini, a w wodzie unosiły się butelki szampana i beczka.
W marcu 2015 roku Cook wystąpił razem ze swoimi współpracownikami z PC Music na festiwalu SXSW, a 8 maja – w BRIC House w Brooklynie w ramach Red Bull Music Academy Festival. DJ-em imprezy był duet Dux Content, który tworzył Cook ze swoim wieloletnim współpracownikiem, Dannym L Harle’em. Wcześniej, na początku maja ukazała się pierwsza oficjalna kompilacja wytwórni, PC Music, Vol. 1, zawierająca utwory Hannah Diamond, A.G. Cooka, GFOTY, Danny’ego L Harle’a, Lipgloss Twins, Thy Slaugher oraz easyFuna.
W październiku tego samego roku PC Music podpisała umowę z Columbia Records i Sony Music, dzięki której jej artyści mogli korzystać z sieci promocji, sprzedaży i dystrybucji Sony Music na całym świecie. Pierwszym wydawnictwem w ramach nowej umowy miała być EP-ka Broken Flowers Danny’ego L Harle’a, której wydanie zapowiedziano na 20 listopada.
W listopadzie 2016 roku ukazała się druga kompilacja PC Music, PC Music Volume 2. Zdaniem Rachel Aroesti z dziennika The Guardian „wydaje się ona piękniejsza i bardziej progresywna niż kiedykolwiek wcześniej”, a jeden z zawartych na niej utworów, „Superstar” autorstwa Cooka jest „dowodem na to, że Cook i jego ekipa to najbystrzejsi i najbardziej wnikliwi ludzie w brytyjskim popie”.
W lutym 2018 roku PC Music wydała obie kompilacje łącznie w wersji winylowej, w limitowanym nakładzie. Płyty (w kolorze czerwonym i niebieskim) zostały umieszczone w rozkładanej okładce zaprojektowanej przez Timothy’ego Luke’a. W grudniu tego samego roku wytwórnia wznowiła winylową wersję kompilacji oraz wydała jej wersję kompaktową.
W  sierpniu 2020 roku Cook wydał za pośrednictwem PC Music swój debiutancki album studyjny, 7G, siedmiopłytowy zestaw, na którym wykorzystał siedem różnych instrumentów i brzmień, a we wrześniu – kolejny album, Apple, będący zbiorem popowych piosenek i eksperymentalnych utworów instrumentalnych.
W 2022 roku ukazała się trzecia kompilacja PC Music, Volume 3.
Latem 2023 roku, z okazji 10 rocznicy istnienia PC Music, Cook ogłosił, że wytwórnia od tego momentu zaprzestanie wydawania nowej muzyki, zamiast tego skupiając się wyłącznie na wydawnictwach archiwalnych. W wywiadzie dla magazynu Rolling Stone , że „Podstawowa koncepcja Personal Computer Music i przyjaciele z wytwórni to świat, który nadal wydaje mi się bardzo żywy. (…) Pomyślałem, że idealnym sposobem na jej istnienie jest uznanie, że osiągnęliśmy o wiele więcej, niż myślałem, że możemy osiągnąć w ciągu tych 10 lat, i teraz trzeba być strażnikiem tego materiału”. W wywiadzie dla magazynu Loud And Quiet wyjaśniał, że „PC Music nigdy nie miała konkretnego manifestu – kiedy założyłem ją w 2013 roku, czułem, że staram się pielęgnować coś, czego nie potrafię do końca zdefiniować, po prostu poczucie niewykorzystanej energii i potencjału. Przez lata charakteryzowało nas wspólne podejście do podejmowania ryzyka i niewypowiedziana pewność, że muzyka pop nie może być w pełni posiadana lub wyjaśniona przez główny nurt lub podziemie”.
Na specjalnej stronie internetowej poświęconej 10. rocznicy PC Music udostępniona została 100-minutowa playlista zawierająca dawne i nowe nagrania artystów wytwórni: A.G. Cooka, Kane’a Westa, Easyfuna, Dux Content, Ö, Grrl, Umru, Datalord, Caro♡ oraz Bopples. 1 grudnia 2023 roku wydany został debiutancki album duetu Thy Slaughter, Soft Rock. Był jednym z ostatnich wydawnictw PC Music.

## Współpracownicy
Z wytwórnią często współpracowała i współtworzyła jej wydawnictwa Sophie chociaż nigdy nie podpisała z nią kontraktu, podobnie jak Charli XCX, Caroline Polachek, Carly Rae Jepsen, Kero Kero Bonito i Rebecca Black.

## Artyści
Zestawienie według źródła:

- Art Forland
- A.G. Cook
- Astra King
- Caro♡
- Danny L Harle
- Spinee
- Felicita
- easyFun
- GFOTY
- GRRL
- Guys Next Door
- Hannah Diamond
- Holly Waxwing
- Hyd
- Kane West
- Life Sim
- Lil Data
- Lipgloss Twins
- Maxo
- Namasenda
- Planet 1999
- Ö
- POBBLES
- Princess Bambi
- Spinee
- Tielsie
- Thy Slaughter
- Tommy Cash
- umru

## Odbiór i znaczenie
Pitchfork (2014): „PC Music jest wytwórnią, sceną, podgatunkiem, mylącym tropem? Być może wszystkim naraz. Ta tajemnicza organizacja i jej zdumiewający gatunek hyper-popu były obecne wszędzie w ciągu ostatnich kilku miesięcy [do września 2014], od brytyjskich nadawców, takich jak Rinse FM, przez listę XL Records, po audycje Boiler Room, a jej wpływ wydaje się rosnąć z dnia na dzień”.
The Guardian (2023): „Wytwórnia jest uznawana za twórcę hyperpopu – czyli jednego z nielicznych autentycznych nowych gatunków ostatniej dekady, stylu charakteryzującego się maksymalną brawurą, wpadającymi w ucho melodiami i rodzajem niekomfortowego dysonansu, który przywodzi na myśl brzmienie niesprawnej technologii lat 2000-ych”.
The Fader (2023): „PC Music ustanowiła wzorzec dla gatunku, który później stał się znany jako hyperpop. Była odskocznią dla najbardziej innowacyjnych producentów pokolenia II dekady XXI wieku”.
Dazed (2023): „Dekadę później PC Music przeskoczyła z londyńskich eksperymentów szkół artystycznych do centrum współczesnej kultury popularnej”.
Pitchfork (2023): „PC Music dzięki eksperymentalnej muzyce elektronicznej i hyperpopowej na zawsze zmieniła brzmienie drugiej dekady XXI wieku”.
Rolling Stone (2024): „Dzięki swojej wytwórni PC Music, Cook stał się jedną z najbardziej wpływowych postaci w kształtowaniu popowych trendów ostatniej dekady”.